# The Silver Grindstone
The Silver Grindstone è un cortometraggio muto del 1913 diretto e interpretato da William Duncan.

## Produzione
Il film - girato con il titolo di lavorazione The Silver King - fu prodotto dalla Selig Polyscope Company.

## Distribuzione
Distribuito dalla General Film Company, il film - un cortometraggio in una bobina - uscì nelle sale cinematografiche statunitensi il 14 ottobre 1913.